# Gabriele Wetzko
Gabriele Wetzko (Alemania, 28 de agosto de 1954) es una nadadora alemana retirada especializada en pruebas de estilo libre, donde consiguió ser subcampeona olímpica en 1968 en los 4 x 100 metros estilo libre.

## Carrera deportiva
En los Juegos Olímpicos de México 1968 ganó la medalla de plata en los 4 x 100 metros estilo libre, con un tiempo de 4:05.7 segundos, tras Estados Unidos (oro) y por delante de Canadá (bronce), siendo sus compañeras de equipo las nadadoras: Roswitha Krause, Uta Schmuck y Gabriele Perthes.